# Aldrich (Minnesota)
Aldrich is een plaats (city) in de Amerikaanse staat Minnesota, en valt bestuurlijk gezien onder Wadena County.

## Demografie
Bij de volkstelling in 2000 werd het aantal inwoners vastgesteld op 53.

## Geografie
Volgens het United States Census Bureau beslaat de plaats een oppervlakte van
1,2 km², geheel bestaande uit land.